# Retable de Buhl
Le retable de Buhl est un important retable gothique, aujourd'hui conservé dans l'église Saint-Jean-Baptiste de Buhl, dans le Haut-Rhin, comptant parmi les œuvres majeures de la peinture médiévale rhénane.

## Histoire
Cet imposant retable a été réalisé pour le couvent des religieuses de Sainte-Catherine de Colmar à la fin du XVe siècle. Si l'auteur n'en est pas connu avec certitude, les historiens d'art s'accordent à penser que l'œuvre est issu de l'école du célèbre peintre Martin Schongauer. Certains auteurs ont évoqué un des élèves de Schongauer en particulier, Urbain Huter.
Le couvent des Catherinettes de Colmar est fermé à la Révolution française et son mobilier vendu. Deux habitants du village de Buhl, Joseph-Amarin Clad et son beau-frère, l'acquièrent contre un tonnelet de vin en 1794. Ils le conservent dans leur grange, puis en feront don à la paroisse. Le retable est installé dans le chœur de l'église en 1835 et est classé monument historique en 1841. On le remonte dans la nouvelle église construite en 1868.
Le retable est caché pendant la Première Guerre mondiale au château du Haut-Koenigsbourg, puis, durant la Seconde Guerre mondiale, à Périgueux. Il est remonté en 1946, puis restauré aux ateliers du Louvre à partir de 1965. À la suite de cette restauration, le retable ne sera pas remonté au-dessus du maître-autel, supprimé, mais présenté de manière muséale. 

## Description
Le retable de Buhl se présente originellement comme un triptyque à volets. Les deux volets extérieurs étaient ouverts ou fermés selon le temps liturgique. Depuis 1971, il est présenté démonté, à hauteur d'homme, ce qui permet d'en admirer les détails. À l'époque où il était rassemblé, il mesurait 1m97 de hauteur par 7m de largeur, ce qui en faisait un des triptyques médiévaux les plus grands conservés en Europe (à titre de comparaison, le retable de Beaune mesure 5m48 de largeur, celui de Gand 5m20).
Le panneau central représente la Crucifixion du Christ, flanquée de Sainte Catherine et de Sainte Ursule et sur sa partie arrière, le Jugement dernier. Le panneau latéral côté évangile représente (ouvert) le Christ au Mont des Oliviers et sa flagellation ainsi que (fermé) sa Nativité et l'Assomption de Marie. Le panneau latéral côté épitre comporte sur la face ouverte le couronnement d'épines et le Chemin de Croix, ainsi que l'Annonciation et l'Adoration des Mages sur la face fermée. 

## Sources et bibliographie
- Roger Lehni, Le retable de Buhl, Paris, Inventaire général des monuments et des richesses artistiques de la France, Commission régionale Alsace, 1974